# لدونة سلوكية
اللدونة السلوكية أو التكيفية السلوكية أو المطاوعة السلوكية (بالإنجليزية: Behavioral plasticity) هي التغير في سلوك الكائن الذي ينتج عقب تعرضه لمنبهات مثل تغير الظروف البيئية. يمكن أن يتغير السلوك استجابة لتغيرات في منبهات داخلية أو خارجية بسرعة أكبر من السرعة التي تتغير بها السمات الشكلية والعديد من السمات الفسيولوجية. نتيجة لذلك حين تصادِف الكائنات ظروفا جديدة، غالبا ما ما تحدث التغيرات السلوكية قبل التغيرات الفسيولوجية أو الشكلية. على سبيل المثال، تغير اليرقات البرمائية سلوكها المضاد للمفترسات خلال حوالي ساعة من تغير الإشارات التي تأتي من المفترسن لكن تتطلب التغيرات الشكلية في الجسم والذيل استجابة لنفس الإشارات أسبوعا لتكتمل.

## الخلفية
لسنوات عديدة، درس علماء السلوك الحيواني الطرق التي يمكن أن يتغير بها السلوك استجابة لتغيرات في المنبهات الخارجية أو التغيرات في الحالة الداخلية للكائن. في الكتابات الموازية، قضى علماء النفس الذين يدرسون التعلم والإدراك سنوات في توثيق الطرق العديدة التي يمكن أن تؤثر بها أحداث الماضي على السلوك الذي يعبر عنه الفرد في الوقت الحالي. زاد الاهتمام باللدونة السلوكية مؤخرا على أنها مثال على نوع من اللدونة الظاهرية له تبعات كبيرة على علم الأحياء التطوري.